# Apoikia
Apoikia (altgriechisch ἀποικία ‚Außensiedlung‘) bezeichnet eine von Griechen im Altertum gegründete Pflanzstadt. Die antiken Apoikien waren unabhängig und daher keine Kolonien im modernen Sinne. Gemäß dem Begriffswandel auch des lateinischen Pendants bezeichnet der Begriff im Neugriechischen heute aber allgemein eine Kolonie, also auch die Kolonisation des Imperialismus.

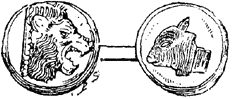
Münze der Mutterstadt Phokaia

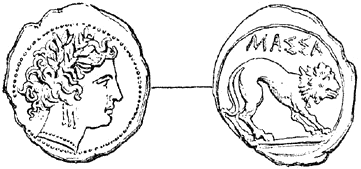
Münze der Apoikia Massalia

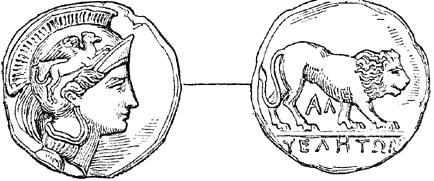
Münze der Apoikia Elea

Bei der Apoikia (eingedeutscht Apoikie) der Antike handelt es sich um die Siedlung einer Kolonistengruppe, die sich außerhalb des Gebietes der Mutterstadt (Metropolis) befindet. Diese Siedler wurden teils von ihrer Mutterstadt ausgesandt, um als Aussiedler eine Pflanzstadt oder Tochterstadt zu gründen. Leiter eines solchen Unternehmens war meist ein häufig von der Mutterstadt benannter Führer, Oikistes genannt. Manchmal gründeten auch mehrere Städte gemeinsam eine Apoikie. Solche Gemeinwesen entstanden vor allem während der „großen griechischen Kolonisation“ im Zeitraum zwischen 750 und 550 v. Chr. Eine Apoikie war eine völlig selbständige Polis, die auch selbst neue Apoikien gründen konnte, und von der Mutterstadt unabhängig, blieb dieser jedoch – besonders was die Kulte und die politische Organisation anging – oft verbunden. Beispiele hierfür sind ähnliche Symbole auf den Münzen der Apoikiai und ihrer Mutterstädte.
Mutterstädte konnten ihre Tochterstädte auch durch die Entsendung weiterer Zuzügler stärken. Da es zu Beginn der Kolonisation noch keine festen staatlichen Gefüge innerhalb der Städte gab, die solche Unternehmen initiieren konnten, waren diese Unternehmungen zunächst private Initiativen, die meist von einflussreichen Einzelpersonen ausgingen. Ihnen oblag auch die Organisation des Unternehmens. Dafür wurden sie nicht selten nach ihrem Tod zu Heroen ihrer Stadt. Die Herausforderungen, die die neuen Gemeinwesen meistern mussten, hatten ihrerseits auch einen rückwirkenden Einfluss auf das griechische Mutterland. Auch nachdem die Polisstrukturen entstanden waren, konnten kolonistische Unternehmungen von Städten von Privatpersonen ausgehen. Beispiel dafür ist der attische Kolonistenzug unter der Führung des älteren Miltiades zur Chersones zur Mitte des 6. Jahrhunderts v. Chr.
Es gab unterschiedliche Formen der Verbundenheit zwischen Mutter- und Tochterstadt. So war es möglich, dass die Tochterstadt zwar politisch unabhängig war, aber aus Gründen der Pietät mit der Mutterstadt verbunden blieb. Andererseits konnte die Tochterstadt auch weitaus abhängiger von der Mutter sein. Wichtig waren nicht zuletzt die Möglichkeiten, mit denen die Mutterstadt ihre Interessen der Tochter gegenüber durchsetzen konnte. Korinth konnte beispielsweise mit seinen Kolonien am Golf von Korinth und abgesehen von Korkyra denen in Epirus und Illyrien stark verbunden bleiben. Dahingegen konnte sich das mächtige Syrakus vom Einfluss der Korinther befreien. Nach Poteidaia entsandte Korinth sogar jährlich den Oberbeamten für die Stadt (Epidamiurg).
Im Raum des Delisch-Attischen Seebundes nutzte Athen alle Kolonien, die man zu dieser Zeit schwer von den Kleruchien trennen kann, als Stützpunkte. Zumindest in manchen dieser Ansiedlungen waren die Bewohner an die Beschlüsse der attischen Volksversammlung gebunden. Mit Thurioi und Amphipolis sind zumindest zwei attische Kolonien bekannt, die als selbstständige Gemeinwesen geplant und gegründet wurden. Thurioi entstand als Nachfolgesiedlung für Sybaris, doch wurden dort nicht nur Athener angesiedelt. Theoretisch konnte sich jeder Siedler außerhalb seines Herkunftraumes als Apoikoi bezeichnen. Trotz mancher Unterschiede in Organisation und Stellung waren alle Apoikien Zentren griechischer Kultur in einer nicht griechischen Umgebung und strahlten diese in den meisten Fällen auch auf die barbarische Umgebung aus.
In einer Erzählung von Werner Zillig mit dem Titel „Apoikiai“ wird das altgriechische Konzept der Pflanzstädte auf Afrika übertragen, um die heutigen Probleme des Kontinents zu lösen.